# Liste der Kulturdenkmäler in Ober-Mörlen
Die folgende Liste enthält die in der Denkmaltopographie ausgewiesenen Kulturdenkmäler auf dem Gebiet  der Gemeinde Ober-Mörlen, Wetteraukreis, Hessen.
Hinweis: Die Reihenfolge der Denkmäler in dieser Liste orientiert sich zunächst an Ortsteilen und anschließend der Anschrift, alternativ ist sie auch nach der Bezeichnung, der vom Landesamt für Denkmalpflege vergebenen Nummer oder der Bauzeit sortierbar.
Kulturdenkmäler werden fortlaufend im Denkmalverzeichnis des Landes Hessen durch das Landesamt für Denkmalpflege Hessen auf Basis des Hessischen Denkmalschutzgesetzes (HDSchG) geführt. Die Schutzwürdigkeit eines Kulturdenkmals hängt nicht von der Eintragung in das Denkmalverzeichnis des Landes Hessen oder der Veröffentlichung in der Denkmaltopographie ab.

## Langenhain-Ziegenberg
| Bild | Bezeichnung                                                                                             | Lage                                                   | Beschreibung | Bauzeit | Objekt-Nr. |
| --- | --- | ------------------------------------------------------ | ------------ | ------- | ---------- |
| weitere Bilder                                                                                          | Denkmal 'DEM DREYFACH GEFESSELTEN GLYKE'                                                                | Am Schloßberg 1 LageFlur: 1, Flurstück: 23/8           |              |         | 7434 DDB   |
| weitere Bilder                                                                                          | Schloss Ziegenberg                                                                                      | Am Schloßberg 1 LageFlur: 1, Flurstück: 23/8           |              |         | 7432 DDB   |
| weitere Bilder                                                                                          | Ev. Pfarrkirche                                                                                         | Fauerbacher Straße 1 LageFlur: 5, Flurstück: 21/5      |              |         | 7416 DDB   |
| weitere Bilder                                                                                          | Pfarrhof                                                                                                | Fauerbacher Straße 2 LageFlur: 5, Flurstück: 57/1      |              |         | 7418 DDB   |
| weitere Bilder                                                                                          | Gesamtanlage Langenhain-Ziegenberg                                                                      | Lage                                                   |              |         | 7414 DDB   |
| weitere Bilder                                                                                          | | Hauptstraße 4 LageFlur: 5, Flurstück: 32               |              |         | 7420 DDB   |
| weitere Bilder                                                                                          | | Hauptstraße 23 LageFlur: 6, Flurstück: 17/2            |              |         | 7422 DDB   |
| weitere Bilder                                                                                          | Ehem. Rathaus, heute Heimatmuseum                                                                       | Hauptstraße 27, Im Lettig 2 LageFlur: 6, Flurstück: 46 |              |         | 7424 DDB   |
| weitere Bilder                                                                                          | | Hauptstraße 42 Lage                                    |              |         | 7426 DDB   |
| weitere Bilder                                                                                          | Ehem. Schule                                                                                            | Hauptstraße 45 LageFlur: 6, Flurstück: 55/1            |              |         | 7428 DDB   |
| weitere Bilder                                                                                          | | Köhlergasse 2 LageFlur: 6, Flurstück: 24               |              |         | 7430 DDB   |
| Gebäude des 'Führerhauptquartiers Adlerhorst' auf dem Gelände eines ehemals herrschaftlichen Pachthofes | Gebäude des 'Führerhauptquartiers Adlerhorst' auf dem Gelände eines ehemals herrschaftlichen Pachthofes | Schloßstraße 12 LageFlur: 1, Flurstück: 17/5           |              |         | 7436 DDB   |
| Bild gesucht BW                                                                                         | Haus VII des ehem. Wehrmacht-Hauptquartiers 'Adlerhorst'                                                | Schloßstraße o. Nr. LageFlur: 1, Flurstück: 6/4        |              |         | 7438 DDB   |
| weitere Bilder                                                                                          | Kfz-Halle des ehemaligen Führerhauptquartiers 'Adlerhorst'                                              | Usinger Straße 114 LageFlur: 1, Flurstück: 36          |              |         | 7440 DDB   |
| weitere Bilder                                                                                          | Ehem. Herrenmühle                                                                                       | Usinger Straße 116 LageFlur: 1, Flurstück: 38          |              |         | 7442 DDB   |

## Ober-Mörlen

### A
| Bild                 | Bezeichnung                                       | Lage                                                                               | Beschreibung | Bauzeit | Objekt-Nr. |
| -------------------- | ------------------------------------------------- | ---------------------------------------------------------------------------------- | --- | ------- | ---------- |
| Bild gesucht BW      | Hüftersheimer Mühlen                              | An der Hüftersheimer 2-6 LageFlur: 11, Flurstück: 120, 121                         | |         | 7401 DDB   |
| weitere Bilder       | Hofgut Hasselhecke                                | Außenliegend – Hasselheck 1 LageFlur: 22, Flurstück: 116                           | |         | 7403 DDB   |
| weitere Bilder       | Kath. Marienkapelle und Wegekreuz                 | Außenliegend – Kapelle LageFlur: 19, Flurstück: 68                                 | Außerhalb des Ortes, an der B275 von Bad Nauheim kommend rechts, liegt die Katholische Marienkapelle. Der eingeschossige Achteckbau mit spitzem Zeltdach wurde Anfang des 18. Jahrhunderts erbaut. Er und das vor der Kapelle stehende Wegekreuz kennzeichnete einen historisch bedeutsamen Verkehrsknotenpunkt. 2009 wurde die Kapelle saniert. Im gleichen Jahr erhielt sie ein geschnitztes Marienbild. |         | 404792 DDB |
| weitere Bilder       | Menhir                                            | Außenliegend – Im Bremen LageFlur: 16, Flurstück: 64                               | |         | 7405 DDB   |
| weitere Bilder       | Rekonstruktion des Limes-Turmes auf dem Gaulskopf | Außenliegend – Am Pfahlgraben (172, 173, 174, 175, 176) LageFlur: 34, Flurstück: 1 | |         | 7409 DDB   |
| nördliches Wegekreuz | nördliches Wegekreuz                              | Außenliegend – Graborn LageFlur: 19, Flurstück: 131                                | |         | 7407 DDB   |
| südliches Wegekreuz  | südliches Wegekreuz                               | Außenliegend – Frankertswiesen LageFlur: 20, Flurstück: 41                         | |         | 7407 DDB   |

### B
| Bild           | Bezeichnung | Lage                                    | Beschreibung | Bauzeit | Objekt-Nr. |
| -------------- | ----------- | --------------------------------------- | ------------ | ------- | ---------- |
| weitere Bilder |             | Belsgasse 1 LageFlur: 1, Flurstück: 262 |              |         | 7344 DDB   |

### E
| Bild           | Bezeichnung | Lage                                          | Beschreibung | Bauzeit | Objekt-Nr. |
| -------------- | ----------- | --------------------------------------------- | ------------ | ------- | ---------- |
| weitere Bilder |             | Elisabethenstraße 2 LageFlur: 1, Flurstück: 7 |              |         | 7346 DDB   |

### F
| Bild           | Bezeichnung | Lage                                                                    | Beschreibung | Bauzeit | Objekt-Nr. |
| -------------- | --- | ----------------------------------------------------------------------- | --- | ------- | ---------- |
| weitere Bilder | | Frankfurter Straße 8 LageFlur: 1, Flurstück: 163/1                      | |         | 7350 DDB   |
| weitere Bilder | | Frankfurter Straße 21 LageFlur: 1, Flurstück: 98                        | |         | 7352 DDB   |
| weitere Bilder | | Frankfurter Straße 22 LageFlur: 1, Flurstück: 142/2                     | |         | 7354 DDB   |
| weitere Bilder | | Frankfurter Straße 24 LageFlur: 1, Flurstück: 141 50.374249°, 8.693327° | |         | 7356 DDB   |
| weitere Bilder | Ehem. Schloss Ober-Mörlen mit Wirtschaftshof und Resten der Einfriedung des Lustgartens, das Schloss heute Rathaus der Gemeinde Ober-Mörlen | Frankfurter Straße 31-35 LageFlur: 1, Flurstück: 475                    | Die beiden Jahreszahlen im Wappen – 1589 und 1717 – künden die Zeit der Erbauung und Restaurierung nach dem großen Brand im Jahre 1716. Im Mittelalter stand hier ein Freihof der Ritter von Mörlen. |         | 7358 DDB   |
| weitere Bilder | | Frankfurter Straße 36 LageFlur: 1, Flurstück: 103                       | |         | 7360 DDB   |
| weitere Bilder | | Frankfurter Straße 46 LageFlur: 1, Flurstück: 485/2                     | |         | 7362 DDB   |
| weitere Bilder | | Frankfurter Straße 50/52 LageFlur: 1, Flurstück: 483                    | |         | 7364 DDB   |
| weitere Bilder | Villa Stoll | Frankfurter Straße 54 LageFlur: 1, Flurstück: 522/3                     | biedermeierliche Villa aus den 1920ern |         | 7366 DDB   |
| weitere Bilder | Friedhof | Frankfurter Straße o. Nr. LageFlur: 1, Flurstück: 460/3, 445/1          | |         | 7370 DDB   |
| weitere Bilder | Usabrücke | Frankfurter Straße o. Nr. LageFlur: 1, Flurstück: 1061                  | |         | 7368 DDB   |

### G
| Bild           | Bezeichnung              | Lage | Beschreibung                                                                        | Bauzeit | Objekt-Nr. |
| -------------- | ------------------------ | ---- | ----------------------------------------------------------------------------------- | ------- | ---------- |
| weitere Bilder | Gesamtanlage Ober-Mörlen | Lage | Ober-Mörlen, Blick entlang der Taunusstraße nach Osten auf die St.-Remigius-Kirche. |         | 7341 DDB   |

### H
| Bild           | Bezeichnung | Lage                                                            | Beschreibung | Bauzeit | Objekt-Nr. |
| -------------- | ----------- | --------------------------------------------------------------- | ------------ | ------- | ---------- |
| weitere Bilder | Wegekreuz   | Haingraben o. Nr./Ecke Borngasse LageFlur: 1, Flurstück: 1094/1 |              |         | 7372 DDB   |

### K
| Bild           | Bezeichnung                    | Lage                                                          | Beschreibung | Bauzeit | Objekt-Nr. |
| -------------- | ------------------------------ | ------------------------------------------------------------- | ------------ | ------- | ---------- |
| weitere Bilder | Pfarrhof                       | Kirchenplatz 4/Pfarrgasse 22 LageFlur: 1, Flurstück: 72, 74/1 |              |         | 7374 DDB   |
| weitere Bilder | Kath. Pfarrkirche St. Remigius | Kirchenplatz 6 LageFlur: 1, Flurstück: 2/1                    |              |         | 7376 DDB   |

### L
| Bild           | Bezeichnung | Lage                                         | Beschreibung | Bauzeit | Objekt-Nr. |
| -------------- | ----------- | -------------------------------------------- | ------------ | ------- | ---------- |
| weitere Bilder |             | Ludwigstraße 18 LageFlur: 1, Flurstück: 1263 |              |         | 7378 DDB   |

### N
| Bild           | Bezeichnung                       | Lage                                               | Beschreibung | Bauzeit   | Objekt-Nr. |
| -------------- | --------------------------------- | -------------------------------------------------- | --- | --------- | ---------- |
| weitere Bilder | evangelische Gustav-Adolf-Kapelle | Nauheimer Straße 18 LageFlur: 1, Flurstück: 956/1  | Kapelle in neobarocker Formensprache mit abgerundeten Ecken und voluminösem Dachreiter; Architekt: Heinrich Walbe | 1925–1926 | 7380 DDB   |
| weitere Bilder |                                   | Neugasse 2 LageFlur: 1, Flurstück: 259             | |           | 7382 DDB   |
| weitere Bilder |                                   | Neugasse 10 LageFlur: 1, Flurstück: 177/1          | Teil der Gesamtanlage Ober-Mörlen                                                                                 |           | 955015     |
| weitere Bilder |                                   | Neugasse 19/21 LageFlur: 1, Flurstück: 133 und 132 | |           | 7386 DDB   |

### P
| Bild           | Bezeichnung | Lage                                     | Beschreibung | Bauzeit | Objekt-Nr. |
| -------------- | ----------- | ---------------------------------------- | ------------ | ------- | ---------- |
| weitere Bilder |             | Pfarrgasse 16 LageFlur: 1, Flurstück: 69 |              |         | 7388 DDB   |
| weitere Bilder |             | Pfarrgasse 18 LageFlur: 1, Flurstück: 70 |              |         | 7390 DDB   |

### S
| Bild           | Bezeichnung  | Lage                                    | Beschreibung | Bauzeit | Objekt-Nr. |
| -------------- | ------------ | --------------------------------------- | --- | ------- | ---------- |
| weitere Bilder | Ehem. Schule | Sandgasse 13 LageFlur: 1, Flurstück: 34 | Diese Gebäude diente von 1716 bis 1892 als Schule. Viele Generationen wurden hier unterrichtet. Vorher stand hier noch ein älteres Schulhaus, das bei dem großen Brand am 27. Juli 1716 zerstört wurde. |         | 0583       |

### U
| Bild           | Bezeichnung | Lage                                                            | Beschreibung | Bauzeit | Objekt-Nr. |
| -------------- | ----------- | --------------------------------------------------------------- | ------------ | ------- | ---------- |
| weitere Bilder |             | Usinger Straße 7 LageFlur: 1, Flurstück: 170                    |              |         | 7394 DDB   |
| weitere Bilder |             | Usinger Straße 17 Lage                                          |              |         | 7396 DDB   |
| weitere Bilder | Wegekreuz   | Usinger Str. o. Nr./Ecke Weinstraße LageFlur: 1, Flurstück: 258 |              |         | 7398 DDB   |

## Ehemalige Kulturdenkmäler
| Bild            | Bezeichnung                       | Lage                                           | Beschreibung           | Bauzeit | Objekt-Nr. |
| --------------- | --------------------------------- | ---------------------------------------------- | ---------------------- | ------- | ---------- |
| Bild gesucht BW | Ehem. Mädchenschule von 1847-1849 | Frankfurter Straße 3 LageFlur: 1, Flurstück: 3 | Wurde 2009 abgerissen. |         |            |